# Champfleury (Marne)
 Champfleury  es una población y comuna francesa, en la región de Champaña-Ardenas, departamento de Marne, en el distrito de Reims y cantón de Verzy.

## Demografía
| 180 | 178 | 305 | 438 | 453 | 454 |
| Para los censos de 1962 a 1999 la población legal corresponde a la población sin duplicidades (Fuente: INSEE [Consultar]) |     |     |     |     |     |